# 療養費詐欺
療養費詐欺（りょうようひさぎ）とは、現金を得る為に架空の治療について、療養費請求を故意に行う行為である。
厚生労働省によると、不正が発覚して保険医療機関の指定を取り消されたりした医院などは2013年度だけで59機関、不正請求額は計146億円に上る。
- 療養費の法制度内容や支給要件は「療養費」を参照のこと。

## 療養費詐欺の種類

### 医療機関の行う詐欺
病院等が患者より提供を受けた保険証を悪用して、通院の事実がないのに故意に治療費を請求する詐欺。
代表的な事件には「診療報酬や療養費を架空請求していたのは病院や接骨院、歯科医院。テレビ番組に出演して豪遊体験を話していた女医が勤務するクリニックも含まれていた。」の療養費詐欺事件がある。
「保険証を無断で使われて架空請求を知らなかった患者もいた。」「千葉県の歯科医院など複数の機関で少額請求を繰り返していた」のように制度の悪用と発覚逃れが医療機関によって行われる。

### 患者の行う詐欺
医療機関が海外の為に確認等が取りづらいのを悪用し、治療の実態がないのに治療費を海外で支払ったとして、実際には支払っていない費用を還付するよう請求する詐欺である。
有名人の関係者が詐欺を行ったことからニュースで大きくとりあげられた。
海外療養費の不正請求事案の厳正な取締りについて（依命通達）のように、取り締まりの強化が行われている。

### 医療機関と患者が結託して行う詐欺
「アルバイト感覚で芸人ら数百人が加担」した療養費詐欺があり、患者が医療機関から報酬をもらうことで加担しているケース。

### 還付詐欺（療養費の還付をかたった詐欺）
「市職員の名前（架空）をかたり、「過払いになっている療養費の還付金があるから、口座番号を教えてほしい。」などの内容で電話をかけてくる事例」があり、「保険医療課では、療養費の支給などがある場合は、文書でお知らせをしており、お電話でお知らせすることはありませんので、十分にご注意ください。」と注意喚起がなされている。

## 対策
既に各医療保険者では、特定の患者に対して直接に調査票・受診照会書を送付するなどの調査を行っている。
しかし、患者が結託した詐欺に捜査関係者は「摘発だけでは歯止めをかけられない。審査自体に問題がある。」としている。